# Osvaldo Escudero
Osvaldo Escudero (ur. 15 października 1960) – argentyński piłkarz występujący na pozycji napastnika.

## Kariera piłkarska
Od 1978 do 1994 roku występował w Chacarita Juniors, Vélez Sarsfield, Boca Juniors, Unión Santa Fe, Independiente, Rosario Central, Racing Club, Barcelona SC, Urawa Reds, Platense i Chaco For Ever.